# CZ Loko EffiLiner 1600
Die Fahrzeuge des Typs EffiLiner 1600 sind dieselelektrische Lokomotiven des tschechischen Herstellers CZ Loko. Die Maschinen sind durch Umbau der ČD-Baureihe 753 entstanden und werden in Tschechien als Baureihe 753.6 geführt.
Die Lokomotiven tragen den Spitznamen Bizon ‚Bison‘.
Die Lokomotiven werden von der tschechischen Eisenbahnverkehrsgesellschaft ČD Cargo (ČDC) und anderen Gesellschaften als Lokomotive im Güterverkehr eingesetzt. Einige Lokomotiven wurden auch an die ungarische Gesellschaft CER Cargo sowie an die Rail Cargo Carrier in der Slowakei verkauft.

## Geschichte

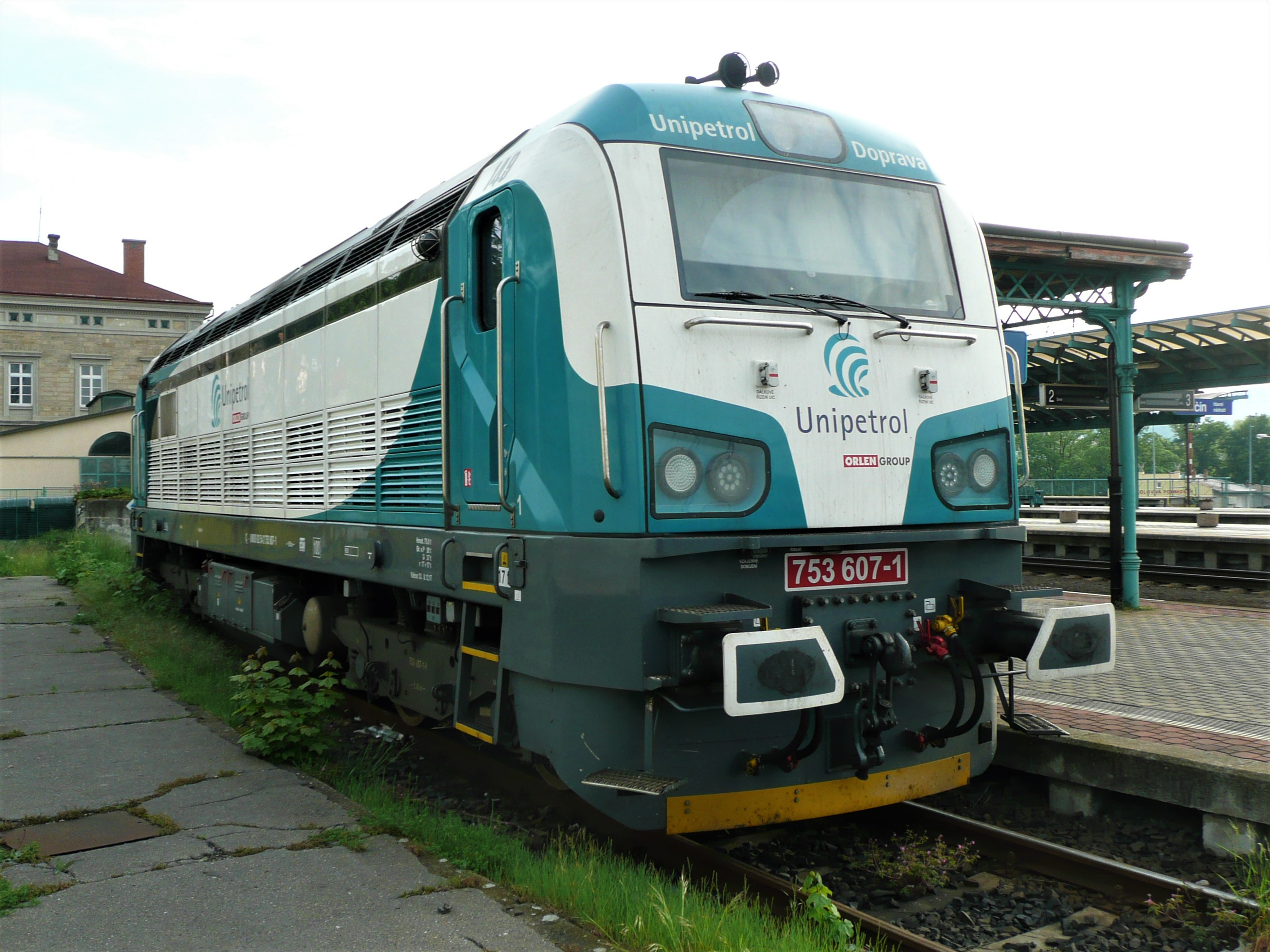
753 607 von Unipetrol Doprava (2019)

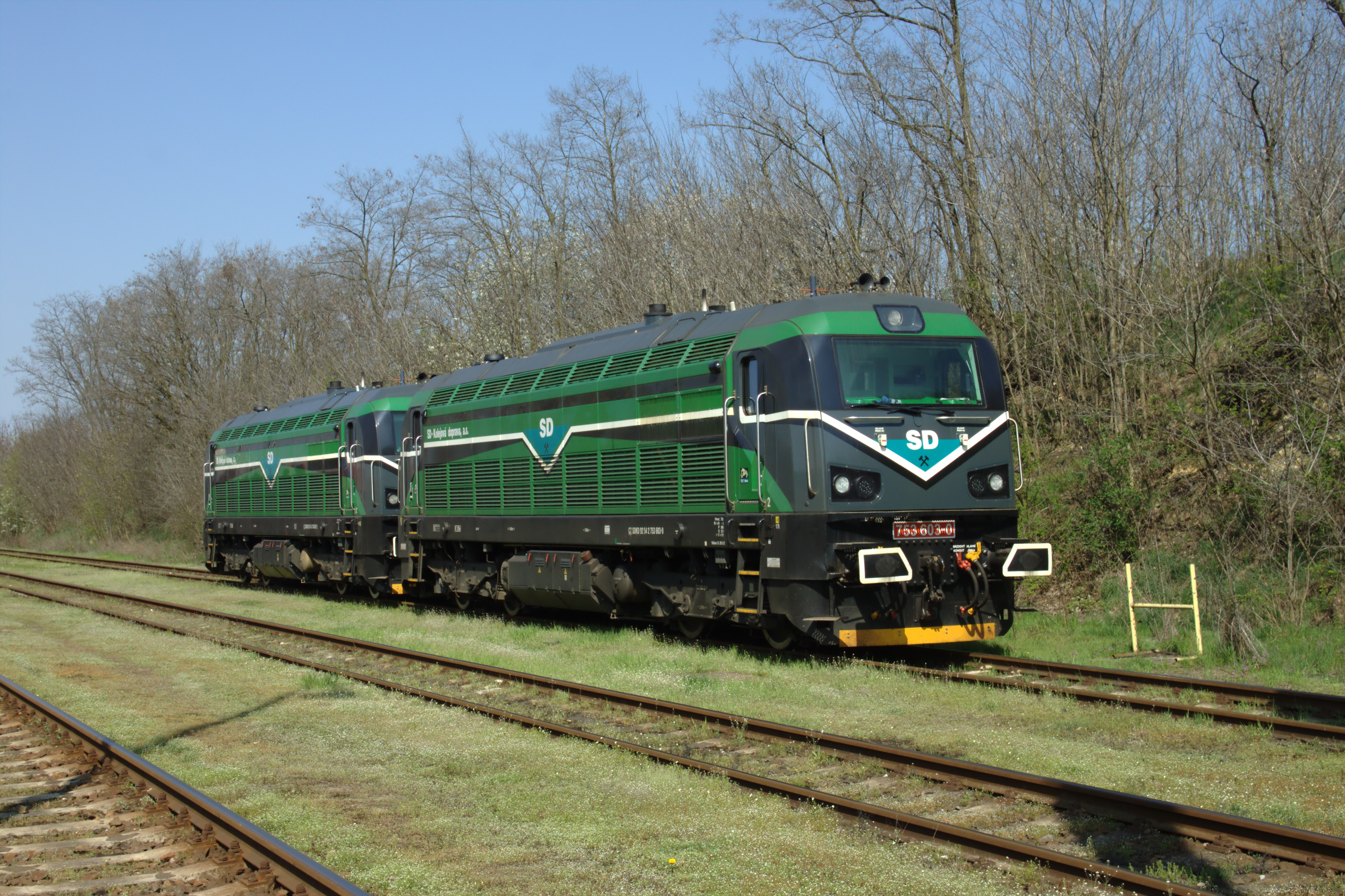
753 603 von SD – Kolejová doprava (2013)

Die Lokomotiven wurden aus der ČD-Baureihe 753 umgebaut. Während bei bisherigen Modernisierungen der ČSD-Baureihe T 478.3 der Lokkasten äußerlich erhalten blieb, handelt es sich bei dieser Baureihe um einen vollständigen Umbau des Fahrzeuges, bei der sich außer der Erneuerung der Antriebsanlage auch das Erscheinungsbild der Lokomotive total veränderte.
Es sind 21 Lokomotiven der Reihe verkauft worden. Die ersten vier Lokomotiven wurden 2012 und 2013 an die tschechische Gesellschaft SD – Kolejová doprava verkauft. Später kaufte die Gesellschaft noch eine fünfte Lokomotive. Die nächste Gesellschaft, die Lokomotiven 753.6 beschaffte, war die Orlen Unipetrol Doprava, die insgesamt 4 Lokomotiven beschaffte. Die slowakische Gesellschaft Prvá Slovenská železničná besitzt die Lokomotive 753 608, die Rail Cargo Group besitzt 2 Lokomotiven und ČD Cargo 4 Lokomotiven. Die restlichen Lokomotiven gingen an die CER Cargo Holding in der Slowakei und in Ungarn.

## Einsatz
Die Lokomotiven werden speziell im Güterverkehr auf z. T. anspruchsvollen Strecken wie von Liberec über das Jeschkengebirge, bei Containerzügen, bei anfallenden Kesselwagentransporten für Orlen Unipetrol oder bei schweren Güterzügen für SD – Kolejová doprava eingesetzt. Die Lokomotiven sind in der Lage, auf einer Steigung von 5 ‰ eine Last von 2850 t mit 20 km/h, eine Last von 3000 t mit 20 km/h, eine Last von 2000 t mit 30 km/h und eine Last von 1000 t mit 50 km/h zu schleppen.
Nach Herstellerangaben besitzen sie einen Serviceintervall von zwei Monaten oder alle 10.000 Kilometer.

## Technische Merkmale
Die Kastenlokomotiven besitzen zwei Führerstände. Lediglich die Drehgestelle und der Rahmen verraten noch die Herkunft der Lokomotiven aus der Konstruktion von ČKD. Der Aufbau wurde völlig umgestaltet und der Zeit entsprechend modernisiert. Außerdem besitzt der Lokomotivkasten nun auch Energieverzehrelemente.
Die Maschinenanlage wurde völlig erneuert; als Dieselmotor wurde wie bei der ČD-Baureihe 753.7 der verbrauchseffektivere CAT 3512 C-HD gewählt, der mit dem neuen Drehstromgenerator von Siemens direkt verbunden ist. Dadurch kann ein ökologischer Betrieb der Lokomotiven erreicht und internationalen Abgasnormen nach Stage IIIA entsprochen werden. Die dieselelektrische Kraftübertragung wurde vom Prinzip her von den Spendermaschinen als Drehstrom/Gleichstromübertragung übernommen, für den Streckendienst optimiert und lediglich in Details modernisiert. So besitzen die Einzelachsantriebe nun Wälzlager.
Die Lokomotiven besitzen ein digitales Steuersystem MSV mit automatischer Geschwindigkeitsregulierung und Gleitschutz. Die Lokomotiven können mit anderen Lokomotiven ihrer Reihe und Maschinen der neueren Entwicklung von CZ Loko in Vielfachsteuerung betrieben werden. Außerdem wurde eine Fernüberwachung der Fahrzeuge mit GSM und GPS-Technologie praktiziert. Es besteht die Möglichkeit, die Lokomotiven mit ETCS auszurüsten.